# Malaurie (Verdon)
Die Malaurie (französisch Ravin de Malaurie) ist ein kleiner Fluss im Südosten von Frankreich, der überwiegend im Département Var der Region Provence-Alpes-Côte d’Azur nordöstlich der Stadt Aix-en-Provence verläuft. Im Mündungsabschnitt bildet die Malaurie auf einer kurzen Strecke auch die Grenze zum benachbarten Département Alpes-de-Haute-Provence.

## Geografie

### Verlauf
Die Malaurie entspringt durch den Zusammenfluss mehrerer Quellbäche im nordöstlichen Gemeindegebiet von La Verdière, verläuft generell Richtung Nordwest durch den Regionalen Naturpark Verdon und mündet nach rund 16 Kilometern im Gemeindegebiet von Vinon-sur-Verdon, etwa 2 km östlich der Stadt, als linker Nebenfluss in den Verdon. Auf seinem Weg ändert die Malaurie mehrfach den Namen. Im Oberlauf nennt sie sich auch Ruisseau de Beaucas, im Mittelteil Ruisseau de Malavalasse und erst im Unterlauf Ravin de Malaurie.

### Orte am Fluss
(Reihenfolge in Fließrichtung)
- La Petite Bastide, Gemeinde La Verdière
- Saint-Pierre, Gemeinde Saint-Julien
- Malaurie, Gemeinde Saint-Julien
- Aurabelle, Gemeinde Gréoux-les-Bains
- Vinon-sur-Verdon